# Eikeland
Eikeland är en tätort i Gjerstads kommun i Agder fylke i södra Norge. Orten är belägen cirka 15 kilometer sydöst om kommunens centralort Gjerstad. Eikeland är ett gammalt industrisamhälle som utvecklades runt Egelands jernverk, som var i drift 1706 - 1885.